# Kostel svatého Petra a Pavla (Lovčice)
Kostel svatého Petra a Pavla je římskokatolický chrám v Lovčicích v okrese Hodonín. Jde o farní kostel římskokatolické farnosti Lovčice u Kyjova. 
Původní kostel, který stál v obci, byl 4. dubna 1803 částečně stržen a přestavěn. 15. dubna 1803 byl položen základ nového kostela. Empírová stavba navržená vídeňským architektem Devezem byla dokončena v roce 1805. Náklady činily 11 725 zlatých. Kostel měl šindelovou střechu, tři zvony a část vybavení byla přenesena ze starého kostela.
Mramorový oltář od brněnského architekta Kopřivy z roku 1933 dnes slouží jako boční oltář. Původní varhany z roku 1865 byly v roce 1938 vyměněny za nové od firmy Jan Tureček z Kutné Hory. V roce 1993 byly opraveny. Věžní hodiny s ciferníky do všech čtyř stran dodala v roce 1936 firma Antonín Konečný z Jestřabic. V roce 1947 byla zvýšena věž a ciferníky nasvíceny. Zvony byly během první i druhé světové války rekvírovány. Ty dnešní v roce 1969 odlila firma Dytrych z Brodku u Přerova. Zvon Petr a Pavel s nápisem "Sv. Petře a Pavle, orodujte za nás" váží 620 kg, zvon Maria s nápisem Panno Maria, neopouštěj nás" váží 300 kg. Z dřívější doby pochází umíráček. V roce 2000 bylo ke kostelu vybudováno nové schodiště a roku 2011 byl kostel opraven.
Poslední velká změna interiéru kostela proběhla v 80. letech 20. století, kdy byl vyzdoben nástěnnými mozaikami z přírodního kamene od pražského uměleckého mistra Antonína Kloudy. 